# Sepia bertheloti
Sepia bertheloti е вид главоного от семейство Sepiidae.

## Разпространение и местообитание
Видът е разпространен в Ангола, Бенин, Габон, Гамбия, Гана, Гвинея, Гвинея-Бисау, Демократична република Конго, Екваториална Гвинея (Биоко), Западна Сахара, Испания (Канарски острови), Камерун, Кот д'Ивоар, Либерия, Мавриций, Нигерия, Сенегал, Сиера Леоне и Того.
Среща се на дълбочина от 42 до 110 m, при температура на водата от 16,4 до 19,7 °C и соленост 35,6 – 35,7 ‰.